# Aphrastobracon carinatus
Aphrastobracon carinatus är en stekelart som beskrevs av Baltazar 1963. Aphrastobracon carinatus ingår i släktet Aphrastobracon och familjen bracksteklar. Inga underarter finns listade i Catalogue of Life.